# I. e. 493
Évszázadok: i. e. 6. század – i. e. 5. század – i. e. 4. század
Évtizedek: i. e. 540-es évek – i. e. 530-as évek – i. e. 520-as évek – i. e. 510-es évek – i. e. 500-as évek – i. e. 490-es évek – i. e. 480-as évek – i. e. 470-es évek – i. e. 460-as évek – i. e. 450-es évek – i. e. 440-es évek
Évek: i. e. 498 – i. e. 497 – i. e. 496 – i. e. 495 –  i. e. 494 – i. e. 493 – i. e. 492 – i. e. 491 – i. e. 490 – i. e. 489 – i. e. 488

## Események
- Római consulok: Postumius Cominius Auruncus és Spurius Cassius Viscellinus

- Az aedilis plebisek első megválasztása

- A Regillus-tavi csata a latin szövetség és a Tarquiniusok ellen egyik hagyományos időpontja (vö. i. e. 496)

- Sp. Cassius consul megköti a foedus Cassianumot Róma és a latinok között

- Az Óperzsa Birodalom leveri a Kis-Ázsiai ión felkelést.